# Klasszikus orosz költők (könyv)
A Klasszikus orosz költők az Európa Könyvkiadónál 1966-ban megjelent versfordításgyűjtemény, az orosz költészet átfogó magyar nyelvű antológiája. A válogatást E. Fehér Pál és Lator László végezte, a borító és a kötésterv Csillag Vera munkája. Megjelenésekor ez volt és évtizedekig ez maradt az orosz líra legnagyobb magyar nyelvű gyűjteménye.
Bő harminc évvel később jelent meg hasonlóan átfogó jellegű, terjedelmes versantológia a 18–20. századi orosz költészetből, mégpedig egyetlen műfordító, Galgóczy Árpád tolmácsolásában.

## Tartalma
Az Igor-énekkel kezdődő kötet először néhány históriás és egyházi éneket mutat be, majd a 18. századtól a 20. század közepéig terjedő időszak 81 orosz költőjének verseiből ad gazdag válogatást, összesen 60 fordító tolmácsolásában.
„Az antológia fő érdemét abban látjuk, hogy az összes megelőzőeknél teljesebb képet nyújt az orosz költészetről” – írta a korabeli kritika, hozzátéve, hogy a könyv számos olyan költőt mutat be, akiket a magyar olvasó addig nem, vagy alig ismerhetett; köztük a dogmatikus irodalomszemlélet miatt homályban hagyott Fjodor Tyutcsevet és Afanaszij Fetet vagy a századforduló szimbolistáit.
Puskin és Lermontov művei mellett a kötet különösen sok verset tartalmaz az akkor még alig ismert Tyutcsevtől (fordítója Szabó Lőrinc); Jeszenyintől (fordítója Rab Zsuzsa); a prózai műveiért Nobel-díjban részesült Bunyintól (fordítója Fodor András); az orosz szimbolizmus legjobb képviselőitől: Bloktól (fordítója Lator László) és Brjuszovtól.
Terjedelmi szempontok miatt a könyvből az elbeszélő költemény műfaja szinte teljesen kimaradt. Egy-egy részletet olvashatunk pl. az Jevgenyij Anyeginből (fordítója Áprily Lajos) vagy Lermontov A démon (fordítója Galgóczy Árpád) és Nyekraszov Vörösorrú fagy (fordítója Kormos István) című poémájából. Helyet kaptak viszont a politikai okokból azt megelőzően háttérbe szorított lírikusok: Borisz Paszternak, Marina Cvetajeva, Oszip Mandelstam vagy a kötetet záró Nyikolaj Zabolockij versei (Anna Ahmatova a szerkesztés idején még kortárs költő volt, talán ezért nincs verse a „klasszikus költők” kötetében).
A gyűjteményt Elbert Jánosnak a kötet költőit röviden bemutató jegyzetanyaga zárja.